# Сергієва (притока Опалихи)
Сергієва — річка у Близнюківському районі Харківської області, права притока Опалихи (басейн Дніпра).

## Опис
Довжина річки приблизно 10 км. Висота витоку річки над рівнем моря — 184 м, висота гирла — 121 м, падіння річки — 63 м, похил річки — 6,3 м/км. Формується з декількох безіменних струмків та водойм. Площа басейну 40,0 км². На деяких ділянках пересихає.
Колишня назва балка Сергіївська.

## Розташування
Сергієва бере початок в селі Вільне Перше. Спочатку тече на південний захід, а потім на південний схід через село Сергієва Балка. Між селами Олександрівкою та Берестове впадає у річку Опалиху, праву притоку Самари.

## Притоки
- Крутий Яр - права[1]
- Балка Павлівка - права. На ній існував хутір Павлівський[2]
- Балка Глибока - права [3]
- Балка Тернівська - права[4]